# کالج ستانیسلاس دو پاریس
کالج ستانیسلاس دو پاریس (فرانسوی: Collège Stanislas de Paris‎) یا به زبان انگلیسی «دبیرستان استانیسلاس در پاریس» یک مدرسه خصوصی کاتولیک در پاریس است که در بخش ششم پاریس واقع شده‌است. این دانشگاه حدود ۳۰۰۰ دانش آموز از دوره‌های پیش‌دبستانی تا کلاس‌های آمادگی برای ورود به کلاس‌های بالاتر نخبگان مانند Ecole Polytechnique, Centrale Paris، مدرسه بازرگانی ESSEC یا HEC Paris را پذیرا شد. این کالج بزرگترین مدرسه خصوصی و یکی از معتبرترین مدارس فرانسه است (رتبه سوم در سال ۲۰۱۱).